# 숫자

아라비아 숫자 10개.

숫자(數字, 문화어: 수자)는 기수법에서 수를 표기하기 위한 기호 또는 문자이다.

## 역사

### 고대 이집트
나폴레옹이 이집트에 갔을 때 ‘로제타’라는 작은 도시에서 알 수 없는 문자들이 기록된 바위를 하나 발견했다. 오랜 세월 동안 사람들은 로제타석을 해독했다. 그리고 해독을 하고 난 다음 고대 이집트의 숫자가 위와 같다는 것을 알았다. 이집트 숫자는 파피루스라는 종이 위에 기록되었다.
1을 세로로 놓여진 막대기를 본떴고, 이것으로 1에서 9까지 표현하였다. 2에서 9까지는 이 막대기 모양의 숫자를, 나타내고자 하는 개수만큼 늘어놓으면서 표현했다. 예를 들어 막대기 모양이 2개가 있으면 2, 8개가 놓여있으면 8이다.
100은 나일 강이 범람할 때마다 없어지는 땅의 경계를 다시 만들기 위해 쓰인 측량용 밧줄의 고리 모양을 본떴다고 한다.
1,000은 연꽃 모양을, 10,000은 손가락을 구부린 모양을, 100,000은 올챙이 모양을, 1,000,000은 큰 수에 놀라 손을 들고 있는 사람의 모양을 본떴다고 한다.

### 바빌로니아
약 5000년 전에는 그곳에 바빌로니아라는 나라가 있었다. 그 나라 사람들을 수메르인이라고 부른다. 수메르인들은 일찍부터 쐐기모양의 기호로 된 숫자를 가지고 있었다. 풀을 잘라서 그 줄기의 끝으로 점토판에 새겨서 말리거나 바위에 새겨넣었다. 그래서 이 지역에서는 쐐기모양의 숫자가 새겨진 점토판이 많이 발견되고 있다. 그들은 60진법을 사용하였다.

### 마야
마야 문명은 현재의 남아메리카 지역에서 7세기 즈음에 번성해던 문명이다. 마야인들은 이집트사람들보다 더 일찍 숫자를 계산했다고 전해지고 있다.
마야문명 숫자의 중요성은 바로 다른 문명과는 달리 처음으로 0을 사용했기 때문이다.
그들은 점 (·)과 막대기 (―)를 이용하여 숫자를 나타냈는데, 점 (·)은 1을, 막대기 (―)는 5를 의미했다.
이들은 이십진법을 사용했기 때문에 0에서 19가 기본 숫자가 되었다.

### 잉카
남아메리카 지역에 존재했던 잉카제국 사람들은 고도로 발달된 문명을 가지고 있었음에도 불구하고 숫자를 나타내는 문자가 없었다고 한다. 대신 그들은 끈의 매듭수에 따라서 소가 몇 마리 있는지(수량을) 나타냈다고 한다. 이 끈의 매듭은 '키푸'라고 한다. 그래서 끈 맺는 기술자도 있었다고 한다.

### 로마
로마 숫자는 " I, V, X, L, C, D, M "의 문자들을 사용했는데, I는 1, V는 5, X는 10, L은 50, C는 100, D는 500, M은 1000을 의미한다.
어떤 로마 숫자에는 뺄셈의 원리가 이용되었는데, 예를 들어 4나 9와 같은 숫자를 나타낼 때, 숫자 2개를 나열해서 오른쪽 숫자에서 왼쪽 숫자를 빼서 나온 결과가 나타내려는 숫자를 의미했다. 4는 IV, 즉 5(V)에서 1(I)를 뺀 것이고, 9는 IX, 즉 10(X)에서 1(I)를 뺀 것이다.
2,3,6,7,8의 경우 II, III, VI, VII, VIII로 표시했다.
그러나 이 숫자들은 큰수를 나타내기가 너무 불편하고 계산하기 어렵다는 단점이 있었다.
그래서 로마의 사람들은 계산할 때 주로 주판을 사용했다고 한다.

### 아라비아
아라비아 숫자는 고대 인도 사람들이 만들고 아라비아 사람들이 발전시켜 유럽에 전파한 것이다.
아라비아 숫자는 오늘날 전세계에서 공통으로 쓰는 숫자인데 (0,1,2,3,4,5,6,7,8,9), 아라비아 숫자가 다른 숫자에 비해 편리하고, 0의 개념을 가지고 있었기 때문이다. 아라비아 숫자가 나온 이후 수학은 빠른 속도로 발전했다고 한다.

### 중국
중국 숫자는 一,二,三,四,五,六,七,八,九,十,百 (일,이,삼,사,오,육,칠,팔,구,십,백) 등으로 나타낸다.

## 숫자에 관한 철학적 고찰
- "인식할 수 있는 것은 모두 숫자를 가지고 있다. 숫자가 없으면 무엇 하나 이해하거나 생각할 수 없다."[3]

## 같이 보기
- 아라비아 숫자
- 로마 숫자